# Krabbnebulosan

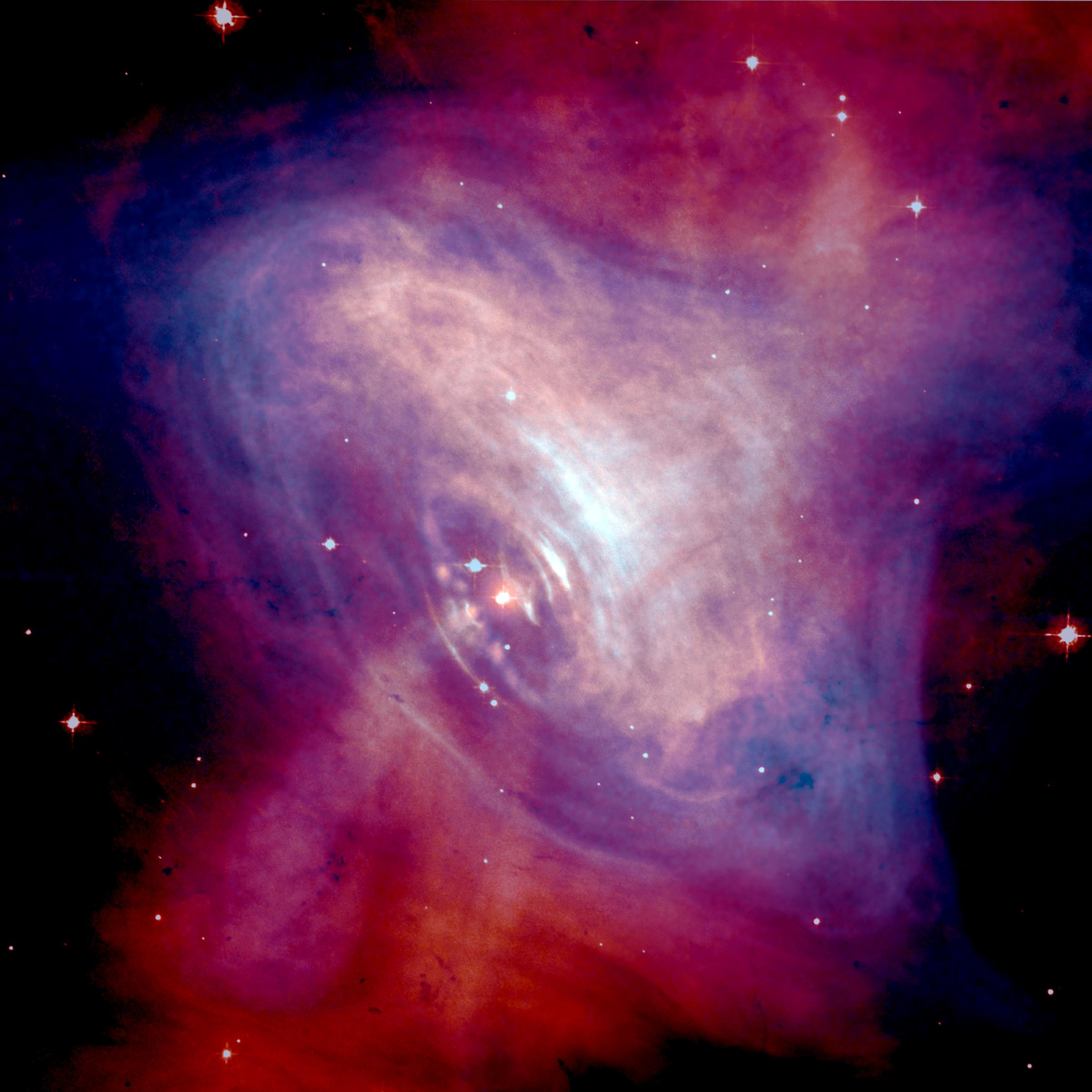
Krabbpulsaren. En kompositbild med optiska data (rött) från rymdteleskopet Hubble och röntgen-data (blått) från Chandra-teleskopet

Krabbnebulosan, NGC 1952 eller M1 (det första objektet i Messiers katalog) är ett expanderande moln av gas som utgör resterna efter en supernova som kunde ses 4 juli år 1054. Den är numera mer än 6 ljusår (NE anger 10 ljusår) i diameter och expanderar fortfarande med över 1 000 km/s (ursprungligen var det 10 000 km/s). Denna hastighet kan bl.a. fås fram genom att jämföra foton av nebulosan som tagits med flera års mellanrum. Den ursprungliga stjärnan var något större än solen och den totala massan gas och materia som utslungades vid explosionen var ca 10% av solens massa.
Supernovan var i början tillräckligt ljusstark för att kunna ses i dagsljus utan hjälpmedel, i klass med Venus, och den registrerades av kinesiska astronomer. Enligt deras bevarade skrifter så kunde den beskådas i dagsljus de första 23 dagarna och på natthimlen var den synlig med blotta ögat i hela 653 dagar, alltså drygt 22 månader. Krabbnebulosan ligger på ett avstånd av ca 6 500 ljusår i stjärnbilden Oxen. Det innebär att explosionen egentligen inträffade på 5400-talet f.Kr.
Nebulosans namn gavs av Lord Rosse som 1844 observerade nebulosan via sitt äldre 0,9-metersteleskop och då gjorde en skiss av den som hade viss likhet med en krabba. När han gjorde en ny observation med sitt nya dubbelt så stora teleskop, gjorde han en ny mer korrekt skiss som inte hade så stor likhet med den första, men namnet "Crab Nebula" hade då hunnit bli etablerat.
Lord Rosse hade ingen hypotes om hur nebulosan hade uppstått, men i början av 1920-talet föreslog den svenske astronomen Knut Lundmark att gasmolnet kunde sättas i samband med kinesiska notiser om en "gäststjärna" som hade synts i Oxen år 1054; det skulle därmed röra sig om resterna av en supernova. Hypotesen fick snabbt genomslag och anses idag helt säker, framförallt sedan man 1968 upptäckte en pulsar i centrum; den kan tolkas som en rest av den exploderade stjärnan.
1942 identifierade Rudolph Minkowski den stjärna i centrum som med stor säkerhet varit upphovet till nebulosan; den har en mycket ovanlig spektralprofil. 1968 följde helt oväntat upptäckten (genom Jocelyn Bell) att denna stjärna också var en pulsar, en av de allra första som observerats och en av de mest utpräglade.
Denna centralt belägna stjärna, Krabbpulsaren, är en neutronstjärna med ca 10 kilometers diameter och ungefär samma massa som solen. Den utgör det som blev kvar när den ursprungliga stjärnan exploderade och resterna kollapsade, och roterar ett varv på 33 millisekunder, det vill säga ca 30 varv per sekund, och de käglor av ljus och partiklar den avger från polerna växelverkar med nebulosans gas och orsakar ett komplext mönster av stjärnvind och fluorescens. Strålarna av partiklar orsakar en elektromagnetisk stötvåg vars form och position varierar när de sveper över olika delar av det omgivande gasmolnet. Även i ekvatorialplanet ger vinden av partiklar upphov till en ringformad molnslöja av materia som rör sig ut i den omgivande nebulosan.
Krabbnebulosan sänder ut så kallad synkrotronstrålning över ett stort frekvensområde, från radiovåglängder till röntgen- och gammavåglängder. Den är en mycket stark källa för röntgenstrålning. Nebulosans strålning, dess spektrum och pulsarens period är kända och fasta och används ofta för att kalibrera instrument inom röntgenastronomi. En "Crab" eller "milli-Crab" används där ibland som enhet för strålningsflöde.
Nebulosan upptäcktes av John Bevis år 1731.